# Planalto central da Rússia

O planalto central da Rússia ou planalto central da Europa oriental é um acidente geográfico que engloba partes da Rússia central e Ucrânia. É uma área elevada na planície europeia oriental.